# رودلف شتاينبرغ
رودلف شتاينبرغ (بالألمانية: Rudolf Steinberg)‏ هو بروفيسور ألماني، ولد في 23 يونيو 1943 في كوشم في ألمانيا.